# Здрастуйте, я ваша тітка! (фільм, 1975)
«Здрастуйте, я ваша тітка!» (рос. «Здравствуйте, я ваша тётя!») — радянський художній фільм 1975 року режисера Віктора Титова за мотивами п'єси Брендона Томаса «Тітка Чарлея».

## Сюжет
Безробітний Бабс Баберлей, рятуючись від поліції, потрапляє в багатий будинок. Тут на нього вже чекають два молодих джентльмена, Джекі і Чарлі, хоча потрібен їм не Бабс, а тітонька Чарлі, мільйонерка донна Роза д'Альвадорез, вдова дона Педро з Бразилії, де «багато-багато диких мавп», ким головний герой і стає в надії сховатися від поліції...

## У ролях
- Олександр Калягін
- Армен Джигарханян
- Михайло Козаков
- Олег Шкловський
- Михайло Любезнов
- Тамара Носова
- Тетяна Вєдєнєєва
- Тетяна Васильєва
- Галина Орлова
- Валентин Гафт

## Творча група
- Автори сценарію: — Віктор Титов
- Режисери-постановники: — Віктор Титов
- Оператори-постановники: — Георгій Рерберг
- Художники-постановники: — Віктор Пєтров
- Композитори: — Владислав Казєнін